# 桜田なな
桜田なな（さくらだ なな、1998年6月28日 - ）は、日本のグラビアアイドル、レースクイーン。栃木県出身。
2024年5月現在、SNSの更新がストップしているため（ブログは2019年6月、X（旧Twitter）は2023年4月、Instagramは2021年6月でそれぞれストップ）、消息は不明である。

## 人物
中学や高校時代は、生徒会長も務めた。

## 活動

### レースクイーン活動
- 全日本ロードレース選手権 2019[2]

## 作品

### イメージ·ビデオ
- 愛をもっとください（2019年12月25日、サウスキャット）
- 桜田ちゃんは変（2020年10月23日、竹書房）
- 課外授業（2021年2月20日、ラインコミュニケーションズ）[3][4][5]